# Diecezja Concepción en Paraguay
Diecezja Concepción en Paraguay (łac. Dioecesis Sanctissimae Concepionis in Paraguay) – rzymskokatolicka diecezja w Paragwaju. Została erygowana 16 lipca 1949 w miejsce istniejącej od 1 maja 1929 diecezji Concepción y Chaco.

## Ordynariusze
- Emilio Sosa Gaona S.D.B. (1931 – 1963)
- Aníbal Maricevich Fleitas (1965 – 1994)
- Juan Bautista Gavilán (1994 – 2001)
- Zacarías Ortiz Rolón S.D.B. (2003 – 2013)
- Miguel Cabello (2013 – 2024)